# جایزه لینوس پاولینگ
با جایزه لینوس پاولینگ مؤسسه پزشکی کاربردی اشتباه نشود.
جایزه لینوس پاولینگ (به انگلیسی: Linus Pauling Award)، جایزه ای برجسته در شیمی است. این جایزه، سالانه توسط پیوجد ساند، اورگان و پورتلند اعضای انجمن شیمی آمریکایی اعطا می‌شود و به نام شیمیدان آمریکایی لینوس پاولینگ (۱۹۰۱–۱۹۹۴) نامگذاری شده‌است. این جایزه برای اولین بار در سال ۱۹۶۶ به لینوس پاولینگ اهدا شد و پس از آن سالانه توسط گروه شیمی در کالج ایالتی بوفالو به برندگان این جایزه اهدا می‌شود.

## برندگان
لیست برندگان این جایزه در سالهای مختلف به قرار زیر است:
| - ۱۹۶۶ - لینوس پاولینگ - ۱۹۶۷ - مانفرد آیگن - ۱۹۶۸ - هربرت براون - ۱۹۶۹ - هنری ایرینگ - ۱۹۷۰ - هارولد یوری - ۱۹۷۱ - گرهارد هرتسبرگ - ۱۹۷۲ - ادگار برایت ویلسون - ۱۹۷۳ - الیاس کوری - ۱۹۷۴ - رولد هافمن - ۱۹۷۵ - پل بارتلت - ۱۹۷۶- فرانک آلبرت کاتن - ۱۹۷۷ - جان پاپل - ۱۹۷۸ - دادلی هرشباخ - ۱۹۷۹ -دانیل ای. کوشلند - ۱۹۸۰ - جان رابرتس - ۱۹۸۱ - هنری تاب - ۱۹۸۲ -جورج پیمنتل - ۱۹۸۳ - گیلبرت استورک - ۱۹۸۴ - جان س. ووه - ۱۹۸۵ - هارولد شراگا | - ۱۹۸۶ - هری گری - ۱۹۸۷ - هاردن مک‌کانل - ۱۹۸۸ - کیت اینگولد - ۱۹۸۹ - نیل بارتلت - ۱۹۹۰ - جیمز پ. کولمن - ۱۹۹۱ - رادولف مارکوس - ۱۹۹۲ - کنت ویببرگ - ۱۹۹۳ - ریچارد زار - ۱۹۹۴ - جیمز آ. ایبرز - ۱۹۹۵ - الکساندر ریچ - ۱۹۹۶ - کی. سی. نیکولاو - ۱۹۹۷ - احمد زویل - ۱۹۹۸ - آلن بارد - ۱۹۹۹ - پیتر بویروان - ۲۰۰۰ - گابور سومورجای - ۲۰۰۱- توبین مارکس - ۲۰۰۲ - جان اولوبامام - ۲۰۰۳ - رابرت گروبس - ۲۰۰۴ - مارتین کارپلوس - ۲۰۰۵ - جرج وایتسایدز | - ۲۰۰۶ - پیتر جی استانگ - ۲۰۰۷ - ژاکلین بارتون - ۲۰۰۸ - توماس برویس - ۲۰۰۹ - استیون لیپارد - ۲۰۱۰- پل آلیویساتوس - ۲۰۱۱ - لری رد دالتون - ۲۰۱۲ - رابرت کاوا - ۲۰۱۳ - چاد میرکین - ۲۰۱۴ - استفان بوشوالد - ۲۰۱۵ - بری تراست - ۲۰۱۶ - تیموتی م. سوگرز - ۲۰۱۷ -کریستوفر سی. کامینس - ۲۰۱۸ - جرالدین ریچموند - ۲۰۱۹ - کاترین جی. مورفی |